# Tuberculatus leptosiphon
Tuberculatus leptosiphon är en insektsart som beskrevs av Quednau 1999. Tuberculatus leptosiphon ingår i släktet Tuberculatus och familjen långrörsbladlöss. Inga underarter finns listade i Catalogue of Life.